# 向峠慎吾
向峠 慎吾（むかいとうげ しんご）は、ゲームクリエイター。NetEase Games所属。元コナミデジタルエンタテインメント、元トライエース。代表作にPlayStation 2版の『pop'n music』シリーズ、『beatmania IIDX』シリーズといった音楽ゲームや『Elebits』などがある。

## 人物
Wiiのロンチタイトル『Elebits』で国内外から一躍脚光を浴びる。次いで発表した同じくWiiの『Dewy's Adventure 水精デューイの大冒険!!』では、モーションセンサーを使ったシンプルなアクションゲームとなっている。
ファミ通等メディアのインタビューの中で、「Elebitsチーム」という言い方をする事がある。
2007年のCEDECで企画立案からチーム運営についての講演を行った中で、コンセンサスをとる事を重要視している点を強調しており、企画内容はチームに任せるという一方で、根元の部分で会社ともチームともコンセンサスを取れれば企画内容がぶれる事が無いという考えを示した事からも、根本的なちゃぶ台返しはしないという方針でゲーム製作をしている。
2014年、コナミからトライエースに移籍。2023年8月末をもってトライエースを退社、同年9月よりNetEase Gamesに在籍。

## 作品履歴

### コナミ
- pop'n musicシリーズ
- beatmania IIDXシリーズ
- GUITARFREAKS&drummaniaシリーズ
- Elebits（2006年、Wii）
- Dewy's Adventure 水精デューイの大冒険!!（2007年、Wii）
- エレビッツ カイとゼロの不思議な旅（2008年、ニンテンドーDS）
- ザックとオンブラ まぼろしの遊園地（2010年、ニンテンドーDS）
- 戦律のストラタス（2011年、PSP）
- FRONTIER GATE(2011年、PSP）
  - FRONTIER GATE Boost+(2013年、PSP）
- ラビリンスの彼方（2012年、ニンテンドー3DS）
- 幻想水滸伝 紡がれし百年の時（2012年、PSP）

### トライエース
- イグジストアーカイヴ -The Other Side of the Sky-（2015年、PlayStation 4・PlayStation Vita）
- Heaven×Inferno（2016年、iOS・android）
- スターオーシャン6 THE DIVINE FORCE（2022年、PlayStation 4・PlayStation 5・Xbox One・Xbox Series X/S・Steam）